# Stockmeier-Gruppe
Die Stockmeier Gruppe umfasst Unternehmen, die in Distribution, Produktion und Dienstleistungen  um die Chemie tätig sind. Das Dach der Gruppe bildet die Stockmeier Holding SE. Sie ist ein inhabergeführtes Familienunternehmen mit Hauptsitz in Bielefeld.

## Geschichte
Das Unternehmen wurde 1920 von August Stockmeier in Bielefeld als Chemische Fabrik Stockmeier + Möller gegründet. Im Jahr 1928 zog das Unternehmen an den heutigen Hauptsitz an der Eckendorfer Straße.
Im Jahr 1959 trat Jürgen Stockmeier in das Unternehmen ein und übernahm als Geschäftsführer für die Familie Stockmeier die Verantwortung. 1962 trennten sich die Wege der beiden Inhaberfamilien und das Unternehmen wurde geteilt. Es entstand so die Firma Stockmeier Chemie GmbH & Co. KG. Neben dem reinen Handelsgeschäft setzt Stockmeier im Laufe der Zeit auch auf die Entwicklung und Produktion chemischer Produkte. Die Stockmeier Urethanes und Stockmeier Food wurden gegründet.
1990 trat Peter Stockmeier, der Sohn von Jürgen Stockmeier, mit in das Unternehmen ein. Das Wachstum der Unternehmensgruppe wurde weiter vorangetrieben. Der größte Schritt war dabei die Akquisition der insolventen Kruse Gruppe im Jahr 2013.
Heute hat das Unternehmen mehr als 50 Standorte weltweit und ca. 1800 Mitarbeiter.
Im Jahr 2019 folgt noch weitere größere Akquisitionen. Zum 01.03. wurde die Industriechemie-Sparte der spanischen INDUKERN Gruppe erworben und das Unternehmen STOCKMEIER Química gegründet. Im Juli kaufte STOCKMEIER weitere 50 % des französischen Unternehmens Quaron und hält damit nun 100 %. Im Oktober erwarb die STOCKMEIER Food die ungarische Aroma Bázis Kft. Das Unternehmen wird als STOCKMEIER Food Kft. als Teil der STOCKMEIER Gruppe fortgeführt.
Zum 1. Januar 2020 hat STOCKMEIER die Aktienmehrheit an der Schweizer KEMTAN AG mit Sitz in Reinach bei Basel erworben.
Im Dezember 2020 hat STOCKMEIER die Aktienmehrheit am belgischen Unternehmen Innochem NV übernommen. Innochem hat seinen Sitz in Meerhout. Innochem ist auf den internationalen Handel mit Spezialchemikalien spezialisiert. Im Januar 2022 hat Innochem dann die Geschäfte des niederländischen Unternehmens XS Chemicals B.V. übernommen. Im selben Monat hat STOCKMEIER auch das Unternehmen  New Química S.L. mit Sitz in Casarrubios del Monte (Toledo), Spanien, erworben. Laut Unternehmenswebsite soll damit die Marktposition ausgebaut werden.

## Geschäftsbereiche
Insgesamt ist die Unternehmensgruppe in vier Geschäftsbereichen tätig:

### Chemie Distribution & Produktion
Der Schwerpunkt liegt auf dem Handel mit Industrie- und Spezialchemikalien. Darüber hinaus werden Profi-Reinigungsmittel für die Lebensmittelindustrie entwickelt, ebenso wie für die Oberflächentechnik. Ein Weiterer Bereich ist die Entwicklung von Autopflegeprodukten für Waschstraßen, ebenso wie die Herstellung von Scheibenfrostschutz. Die Stockmeier Chemie Eilenburg GmbH & Co. KG ist außerdem einer der Hersteller für das  Biozid Peressigsäure. Auch Lohnfertigung gehört mit zum Geschäftsbereich. 

### Food
Im Bereich Food liegt der Schwerpunkt auf der Entwicklung von Aromen für die Lebensmittelindustrie. Darüber hinaus werden Lebensmittelzusatzstoffe gehandelt.

### Tissue & Textile
Im Bereich Tissue & Textile werden Flexodruckfarben und Leime für die Tissue-Industrie hergestellt, sowie Spezialchemikalien für die Textilindustrie.

### Urethanes
Der Bereich Urethanes ist spezialisiert auf die Herstellung von Polyurethansystemen für Sport- und Freizeitböden, sowie für industrielle Anwendungen.

## Unternehmen der Gruppe

### Chemie Distribution & Produktion
- Stockmeier Chemie
- Staub & Co. – Silbermann
- Stockmeier Fluids
- Bassermann minerals
- De Noord Chemicals
- Stockmeier Chemia Polska
- Stockmeier Chemicals Belux
- Innochem
- STOCKMEIER Química
- New Química
- HDS Chemie
- Stockmeier Chemie Austria
- Kemtan AG
- Quaron

### Food
- Stockmeier Food
- Timmers Food Creations

### Tissue & Textile
- Kapp-Chemie

### Urethanes
- Stockmeier Urethanes

### Weitere
Darüber hinaus verfügt Stockmeier mit der Stockmeier Logistik noch über eine eigene Spedition.

## Standorte
Die Unternehmensgruppe hat mehr als 50 Standorte weltweit, davon die meisten in Deutschland. Die weiteren Standorte und Vertriebsbüros sind in den Niederlanden, Belgien, Spanien, Österreich, Polen, Tschechien, Rumänien, Großbritannien, Russland und den USA.